# 普魯斯河

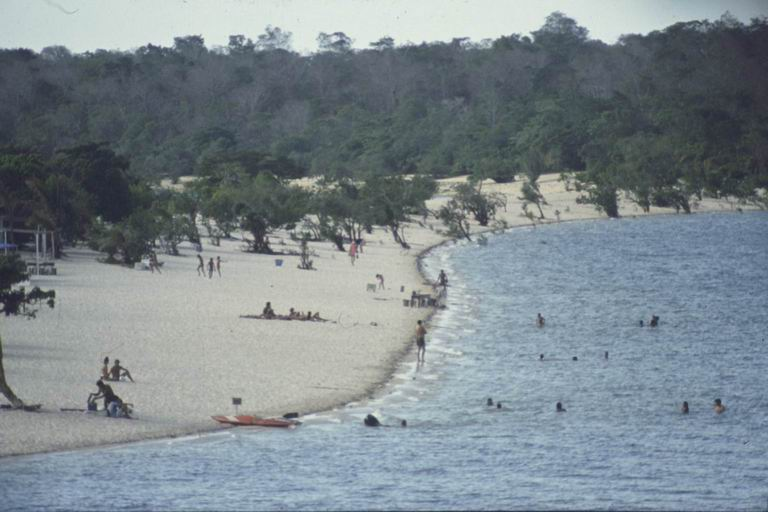
普魯斯河

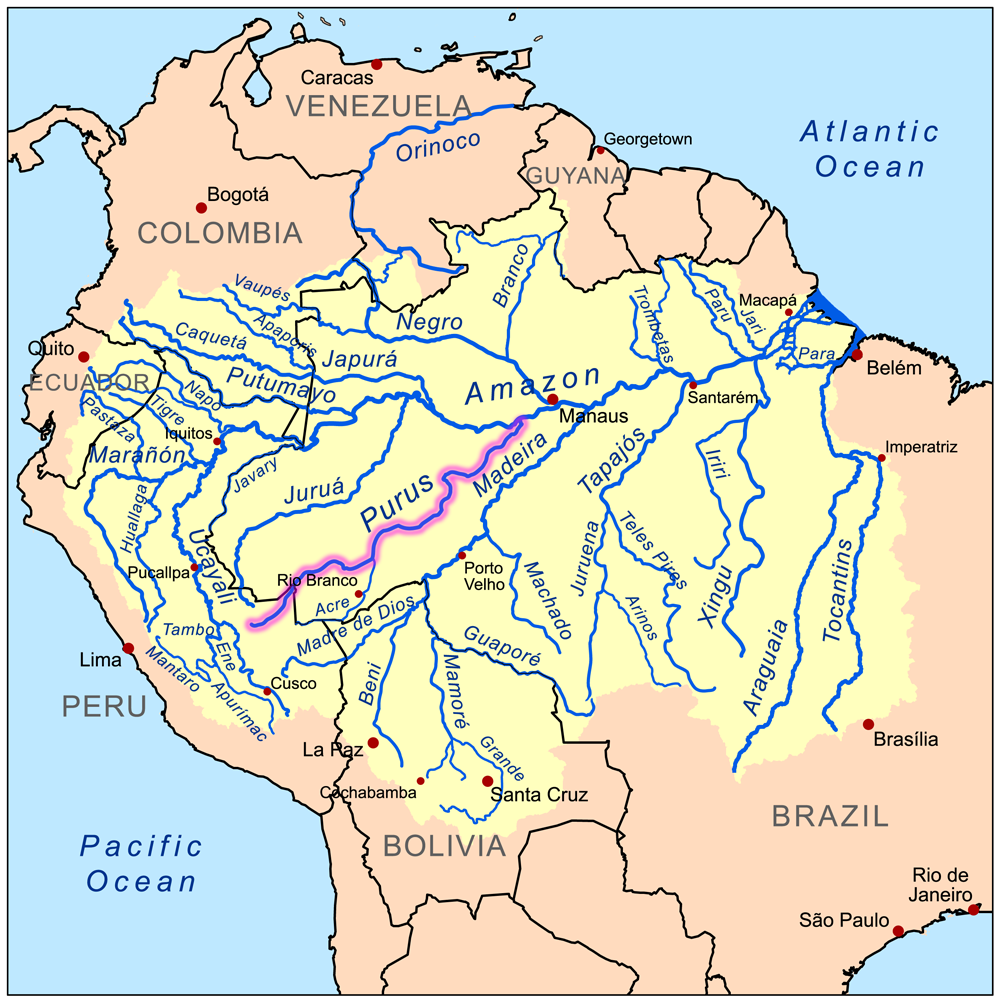
亞馬遜盆地（紫色為普魯斯河）

普魯斯河（葡萄牙語：Rio Purus）為南美洲亞馬遜河的支流，流域面積達63,166平方公里，平均流量每秒8,400平方公尺。普魯斯河的長度通常為1600公里以上，而其中有1300公里的水深都不會低於15公尺。

## 河道
它與同為亞馬遜河支流的瑪代拉河呈平行狀態，並位於該河的西側，同時，普魯斯河也流過馬代拉河間盆地低漥地區的森林，而馬德拉河則沿著巴西砂岩高原及圍繞安地斯山脈底部的烏卡亞利流過，普魯斯河同時也為巴西及秘魯間部分的天然國界。
普魯斯河最著名的特徵為西北方從亞馬遜河流至普魯斯河的五條天然平行河道，而且他們的間距幾乎等長，其中最西南邊的運河與普魯斯河河口大約相距240公里，且這五條天然運河將一個其中的地勢低窪國家的一大塊地切成了五座島嶼。接著沿著普魯士河往下另有三條天然河道連接亞馬遜河。

## 航行
探險家威廉錢德斯發現距普魯斯河口950公里處的海拔只有107公尺高。普魯斯河為世界上最蜿蜒的河流之一，直線長度只有總長的一半不到，而該河則成了它所留經的大片積水地區的排水渠道。
普魯斯河能讓小船航行的長度為2650公里，甚至可航至丘魯瑪哈(the Curumaha 普魯斯河的一條小支流)，但是只能使用低吃水的小船。錢德斯曾經沿普魯斯河而上達3,000公里，但是於2,880公里處，該河分岔成兩道河流。普魯斯河附近的地形通常會依每年的氾濫情形而有所改變。有時候，普魯斯河的深度會超過15公尺，氾濫出來的河水則能儲存於河道左右的湖泊當中。

## 支流
普魯斯河的主支流為艾克河(the Acre River)，他們為亞馬遜河的分支，並從右方1777公里處流入普魯斯河，至於水源，則大概位處碼尤塔塔(the mayutata)附近，這個水域一年通常有五個月會因為普魯斯河氾濫而變得可航行，而剩下的七個月，只有獨木舟能夠溯至夠高的地方以到達瑪尤塔塔(the mayutata)和低處的貝尼(beni)，因此，為了取得這些高價的作物，這些地區的人通常都必須尋找可取得獨木舟的店，而且他們亦得越過許多馬德拉河的瀑布，使得這條路徑變得危險勞累且耗費成本高。

## 文明
在2008年時，有人發現了位於普魯斯河上方靠近玻利維亞國界的一個以前從未發現的文明。在大多數該地區的森林為了農業用途被砍掉後，衛星照片顯示出了此地老舊的防禦工事遺跡。